# Segestriidae
Segestriidae (Simon, 1893) è una famiglia di ragni appartenente all'infraordine Araneomorphae.

## Etimologia
Il nome deriva probabilmente dal greco σέγεστρον, sègestron cioè coperta, perché ricopre l'intera tana a forma di tubo con spessi strati di tela, e il suffisso declinabile -ideus (derivato dalla terminazione greca -είδειος), che esprime somiglianza e dunque indica l'appartenenza a una famiglia.

## Descrizione
Sono anche detti ragni che abitano nel tubo (in inglese tube-dwelling spiders) in quanto una volta ricoperta l'intera tana con strati di tela a guisa di tubo vi rimane all'interno per la maggior parte del tempo.
Sono facilmente riconoscibili per avere sei occhi sistemati a semicerchio e, fatto unico fra i ragni, le prime tre paia di zampe indirizzate in avanti, mentre la maggior parte dei ragni ne ha due. Questa struttura di zampe sembra essere proprio dovuta al vivere in questi tubi serici il più raccolti possibile. Altri ragni che costruiscono tubi serici, infatti, profittando di fessure, le sfruttano come diramazioni o come allargamenti, mentre i Segestriidae edificano un unico tunnel. Sono aplogini, cioè le femmine sono prive di organi genitali evidenti, e piuttosto primitivi al pari dei Dysderidae.

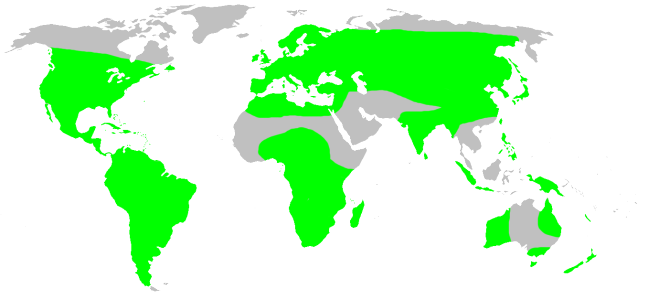
Segestriidae, distribuzione

## Etologia
Sono ragni che aspettano la preda in agguato nella loro tana o nelle immediate vicinanze.

## Distribuzione
Nonostante il numero non cospicuo di specie sono diffusi in quasi tutto il mondo eccetto il Canada settentrionale, l'Africa sahariana, la regione dal Corno d'Africa al Pakistan, la regione indonesiana e parte dell'Australia centrale e ciò è una prova dell'antichità di questa famiglia.

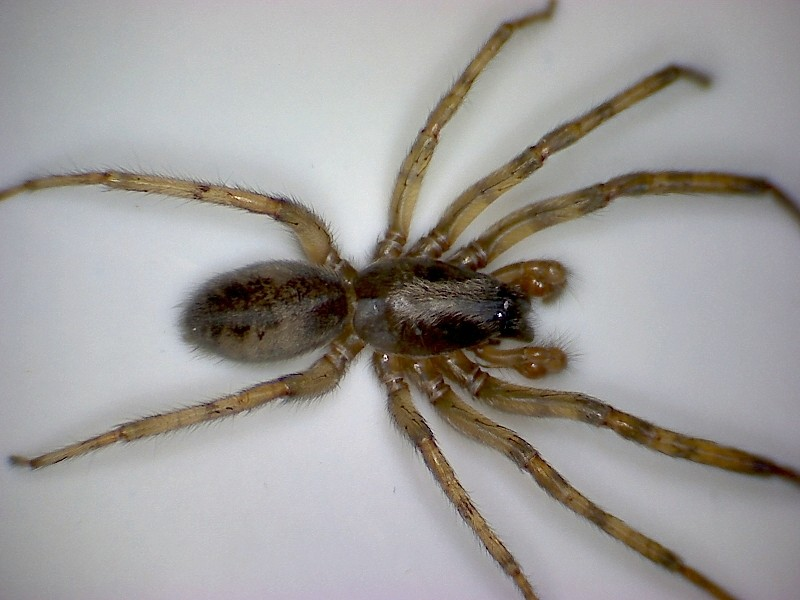
Segestria senoculata, maschio

## Tassonomia
Attualmente, a novembre 2020, si compone di quattro generi e 136 specie; in particolare due generi abbastanza estesi (Segestria e Ariadna) e un genere monofiletico, (Gippsicola):
- Ariadna Audouin, 1826 - America, Africa, Asia, Australia (98 specie)
- Citharoceps Chamberlin, 1924 - USA, Messico (2 specie)
- Gippsicola Hogg, 1900 - Australia (1 specie)
- Segestria Latreille, 1804 - Regione paleartica, Americhe, Nuova Zelanda, Asia centrale (17 specie e 1 sottospecie).